# Адалхард (пфалцграф)
Адалхард (Adalhard, Adalard; * 830, † сл. 10 октомври 890) от фамилията Матфриди, е през 877 г. западнофранкски пфалцграф и през 882 – 890 г. граф на Париж.

## Произход
Той е син на граф Вулфхард I и на Сузана от Париж, дъщеря от първия брак на граф Бего I († 816), граф на Париж, който е женен втори път за Алпаис, извънбрачна дъщеря на крал Лудвиг Благочестиви.

## Деца
Адалхард има две деца:
- Вулфхард (* 855, † 880/893), игумен на Флавини и канцлер
- Аделаида от Фриули (* 850, † 18 ноември 901), която се омъжва през 875 г. за крал Луи II Заекващия от род Каролинги и е майка на крал Шарл III